# 小行星23587
小行星23587（23587 Abukumado）是一颗绕太阳运转的小行星，为主小行星带小行星。该小行星于1995年10月19日发现。
該小行星以日本福島縣田村市的阿武隈洞命名。

## 轨道参数
小行星23587的轨道半长轴为345 914 724 km，2.3122642 UA，离心率为0.2182269。